# Taylor (Dakota del Norte)
Taylor es una ciudad ubicada en el condado de Stark en el estado estadounidense de Dakota del Norte. En el censo de 2010 tenía una población de 148 habitantes y una densidad poblacional de 113,83 personas por km².

## Geografía
Taylor se encuentra ubicada en las coordenadas 46°54′8″N 102°25′22″O / 46.90222, -102.42278. Según la Oficina del Censo de los Estados Unidos, Taylor tiene una superficie total de 1.3 km², de la cual 1.29 km² corresponden a tierra firme y (1%) 0.01 km² es agua.

## Demografía
Según el censo de 2010, había 148 personas residiendo en Taylor. La densidad de población era de 113,83 hab./km². De los 148 habitantes, Taylor estaba compuesto por el 98.65% blancos, el 0% eran afroamericanos, el 0.68% eran amerindios, el 0% eran asiáticos, el 0% eran isleños del Pacífico, el 0.68% eran de otras razas y el 0% pertenecían a dos o más razas. Del total de la población el 0.68% eran hispanos o latinos de cualquier raza.